# Chantal Petitclerc
Chantal Petitclerc (Saint-Marc-des-Carrières, Quebec, 15 december 1969) is een Canadees rolstoelracer en senator namens Quebec.

## Biografie
Petitclerc verloor het gebruik van haar benen als gevolg van een ongeval toen zij dertien jaar oud was. Bij dat ongeluk brak zij meerdere ruggenwervels. Haar sportleraar op de middelbare school, Gaston Jacques, leerde haar tijdens de lunchpauzes zwemmen. Dit als vervanging voor de gymlessen waar zij niet aan kon deelnemen. Zij deed het goed op school en de zwemlessen brachten haar in aanraking met de competitieve sport.
Toen zij achttien was, werd Petitclerc door Pierre Pomerleau, een trainer verbonden aan de Université Laval in Quebec, in aanraking gebracht met rolstoelsport. Met een zelfgemaakte rolstoel nam zijn deel aan een wedstrijd en eindigde als laatste, ver achter de overige deelnemers. Zij had evenwel de smaak te pakken.

Terwijl Petitclerc haar kunde als rolstoelatleet ontwikkelde, besteedde zij ook aandacht aan haar studies. Eerst studeerde zij sociale wetenschappen aan het Cégep de Sainte-Foy, later ging zij geschiedenis studeren aan de Universiteit van Alberta. Zij koos voor Alberta vanwege de aanwezigheid van sportcoach Peter Eriksson.

## Sport
Paralympische Spelen
Petitclerc nam voor het eerst deel aan de Paralympische Spelen in 1992, in Barcelona. Zij behaalde daar twee bronzen medailles. Tijdens de Spelen in Atlanta in 1996 won zij twee gouden en drie zilveren medailles. In 2000, tijdens de Spelen in Sydney, voegde zij twee gouden en twee zilveren medailles toe aan haar totaal. De Paralympische Spelen van 2004 in Athene en de Spelen in Peking in 2008 leverden elk nog eens vijf gouden medailles op.
Olympische Spelen
Petitclerc nam ook deel aan de Olympische Zomerspelen 2004. Rolstoelracen was daar een demonstratiesport. Zij behaalde daar een gouden medaille op de 800 m.
Andere kampioenschappen
Petitclerc won een gouden medaille op de Gemenebestspelen van 2002 in Manchester op de 800 m.
Overig
Na de Spelen van 2004 kondigde Petitclerc aan dat de Spelen in Peking haar laatste grote internationale competitie zou zijn, maar dat zij nog wel aan kleinere wedstrijden deel zou blijven nemen.
Voor haar prestatie tijdens de Paralympische Spelen in 2008 werd zij onderscheiden met de Lou Marsh Trophy, als Canadees atleet van het jaar. Voor dezelfde prestaties werd zij door de Canadese pers verkozen tot vrouwelijke atleet van het jaar en ontving daarvoor de Bobbie Rosenfeld Award.
Petitclerc trad op als vlaggendrager voor het Canadese team tijdens de openingsceremonie van de Gemenebestspelen in 2006. Petitclerc trad ook op als chef de mission voor de Gemenebestspelen van 2014.
In de aanloop naar de Paralympische Spelen in 2012 werd Petitclerc benoemd tot coach en mentor van het Britse atletiekteam. Zij kwam hier te werken met haar voormalige coach Peter Eriksson, die door UK Athletics was aangesteld als hoofdcoach.

### Overzicht Paralympische medailles
| Evenement      | Sport    | Resultaat | Onderdeel                                                                  |
| -------------- | -------- | --------- | -------------------------------------------------------------------------- |
| Barcelona 1992 | Atletiek | Brons     | 200 meter TW4, 800 meter TW4                                               |
| Atlanta 1996   | Atletiek | Goud      | 100 meter T54, 200 meter T54                                               |
| Atlanta 1996   | Atletiek | Zilver    | 400 meter T54, 800 meter T54, 1500 meter T54                               |
| Sydney 2000    | Atletiek | Goud      | 200 meter T54, 800 meter T54,                                              |
| Sydney 2000    | Atletiek | Zilver    | 100 meter T54, 400 meter T54                                               |
| Athene 2004    | Atletiek | Goud      | 100 meter T54, 200 meter T54, 400 meter T54, 800 meter T54, 1500 meter T54 |
| Beijing 2008   | Atletiek | Goud      | 100 meter T54, 200 meter T54, 400 meter T54, 800 meter T54, 1500 meter T54 |

## Senaat
Op 18 maart 2016 werd Petitclerc, op advies van premier Justin Trudeau, benoemd tot lid van de Senaat. Zij nam zitting als een onafhankelijk senator, niet gebonden aan enig politieke partij. Petitclerc is lid van twee parlementaire commissies: "Agriculture and Forestry" en "Social affairs, science and technology". Haar politieke speerpunten zijn gezondheid en de rechten van mensen met een beperking of handicap. Zij gaf haar maiden speech in de Senaat in juni 2016, bij de bespreking van "Bill C-14", een wet tot aanpassing van het strafrecht en andere wetten gerelateerd aan medische hulp bij overlijden.

## Persoonlijk
Petitclerc woont in Montreal en doet haar trainingen op het sportcomplex Complexe sportif Claude-Robillard. Zij is gehuwd met James Duhamel, componist van electronische muziek, en moeder van een zoon.

## Onderscheidingen
- Companion in de Orde van Canada (CC), 2009, "for her achievements as a Paralympic champion known internationally as an inspiration, and for her commitment to developing sports for athletes with a disability".[9]
- Ridder in de Nationale Orde van Quebec (CQ), 2005[10]
- Meritorious Service Medal - Civiel (MSM), 2002[11]
- Herinneringsmedaille ter gelegenheid van het Gouden Jubileum van Koningin Elizabeth II van Groot-Brittannië, 2002[12]
- Herinneringsmedaille ter gelegenheid van het Diamanten Jubileum van Koningin Elizabeth II van Groot-Brittannië, 2012[13]

Ander eerbetoon
- Het ijshockeystadion van haar geboorteplaats Saint-Marc-des-Carrières is naar haar vernoemd.[14]
- Een ster op op Canada's Walk of Fame, 2009[15]
- Eredoctoraat in de Rechten van de Universiteit van Alberta, 2012[16]